# 大目根堡
大目根堡，是台灣中南部自清治時期至日治初期的一個行政區劃，其範圍即今嘉義縣的竹崎鄉中部地區。
大目根堡北邊為打貓東頂堡，南邊為嘉義東堡，西邊為嘉義西堡、打貓東下堡。

## 管轄街庄
大目根堡共轄9個庄：
- 今竹崎鄉境內：竹頭崎庄、瓦厝埔庄、覆鐤金庄、緞厝藔庄、鹿蔴產庄、灣橋庄、內埔仔庄、樟樹坪庄、金獅藔庄